# Donald Bragg
Donald Bragg (Penns Grove, Estados Unidos, 15 de mayo de 1935-Northern California, 16 de febrero de 2019) fue un atleta estadounidense, especializado en la prueba de salto con pértiga en la que llegó a ser campeón olímpico en 1960.

## Carrera deportiva
En los JJ. OO. de Roma 1960 ganó la medalla de oro en el salto con pértiga, con un salto por encima de 4.70 metros que fue récord olímpico, quedando en el podio por delante del también estadounidense Ron Morris y del finlandés Eeles Landström (bronce con 4.55 m).